# 연방정부
연방정부(聯邦政府)는 연방제를 채택하는 국가의 중앙 정부이다. 일반적으로 국가의 중앙 정부에 비해 내정 면에서는 연방을 구성하는 주 또는 국가 등 일부 주권을 이양하는 형태를 취하고 있기 때문에 권한이 제한된 전국 수준에 관계가 있는 사항이나 외교, 군사 등을 맡는 경우가 많다. 그러나 일부 국가에서는 연방제의 형식만 있고 의미는 없는 경우가 적지 않고 정상적인 국가의 중앙 정부와 다르지 않을 수도 있다.

## 같이 보기
- 정부
- 지방 정부
- 중앙 정부
- 중앙 집권
- 지방분권